# Pierick Charest
Pierick Charest (27 agosto 2004) è uno sciatore alpino canadese.

## Biografia
Specialista della prove tecniche attivo dal febbraio del 2022, in Nor-Am Cup Pierick Charest ha esordito l'8 febbraio 2022 a Whiteface Mountain in slalom gigante, senza completare la prova, e ha conquistato il primo podio, il 27 gennaio 2025 a Norquay in slalom speciale (2º); non ha debuttato in Coppa del Mondo e non ha preso parte a rassegne olimpiche o iridate.

## Palmarès

### Nor-Am Cup
- Miglior piazzamento in classifica generale: 11º nel 2025
- 1 podio:
  - 1 secondo posto